# Testreferenzjahr
Testreferenzjahr (TRY, von englisch test reference year) ist ein meteorologischer Fachbegriff. Er bezeichnet einen aus Einzelmessungen zusammengestellten Datensatz, der für jede Stunde eines Jahres verschiedene meteorologische Daten enthält und einen mittleren, aber für das Jahr typischen Witterungsverlauf wiedergibt. Testreferenzjahre werden für Simulationen und Berechnungen im heizungs- und raumlufttechnischen Bereich genutzt.

## Einzelnachweis
1. ↑  Testreferenzjahre (TRY). Deutscher Wetterdienst, abgerufen am 30. Januar 2018.